# Luisa Cruces
Luisa Cruces Matesanz (Manila, 1890-Málaga, post. 1970) fue una farmacéutica e investigadora española. Fue considerada una pionera y forma parte del conjunto de mujeres que abrieron los espacios de las ciencias solo permitidos a los hombres en ese momento.

## Trayectoria
En 1905, Cruces se matriculó en la Universidad de Zaragoza en Magisterio e inició Farmacia, destacando por ser la primera alumna matriculada en la Universidad de Zaragoza en el curso preparatorio de Ciencias. En 1910, se eliminaron las trabas y se garantizó que la mujer pudiera acceder a la universidad en igualdad de condiciones respecto a los hombres. Ese mismo año, Cruces se licenció en Farmacia, en la Universidad de Barcelona con un brillante expediente. Tuvo que ir acompañada de un hombre a clase y fue una de las tres mujeres que alcanzó el grado universitario en las universidades españolas.
Tras doctorarse, Cruces trabajó en la Cátedra de Higiene y en el Laboratorio Municipal de Barcelona, donde investigó sobre "Falsificaciones y adulteraciones de sustancias alimenticias". El 1913, en Bélgica participó en el Congreso y Exposición Internacional de Gante (Bélgica) con una conferencia sobre el "Papel de los albuminoides en alimentación" La prensa, en un artículo de La Vanguardia del 1 de julio de 1913 se hizo eco de una conferencia impartida en el Ateneo Farmacéutico de Madrid, sobre su experiencia a la Exposición de Gante y mostraba su opinión sobre la estancia en el extranjero para estudiantes y la educación de las mujeres.
En 1926, residió en Bélgica seis meses, becada por la Junta de Ampliación de Estudios e Investigaciones Científicas (JAE) , para realizar estudios de Química aplicada a la Fisiología vegetal y animal en la Escuela Superior de Agricultura de Heverlee. Compaginó la investigación con su trabajo en la farmacia madrileña que su familia adquirió en traspaso en 1914. También formó parte del Comité de Damas para la Lucha contra la Tuberculosis.

## Reconocimientos
Cruces fue una de las primeras mujeres universitarias en España, y se licenció en ciencias por la Universidad de Barcelona en 1910. Posteriormente, fue becada por la Junta de Ampliación de Estudios e Investigaciones Científicas en ciencias experimentales mientras trabajaba en las enseñanzas centradas en los aspectos pedagógicos de la enseñanza de las ciencias.